# Ferricoronadite
La ferricoronadite (simbolo IMA: Fcor) è un minerale del supergruppo dell'hollandite e del gruppo della coronadite della famiglia minerale degli "ossidi e idrossidi" con composizione chimica Pb(Mn4+6Fe3+2)O16.

## Etimologia e storia
Il nome deriva semplicemente dalla sua relazione con la coronadite, di cui è l'analogo del ferro, e dal fatto che lo ione ferro trivalente Fe3+ è il principale catione ottaedrico compensatore di carica al posto dello ione manganese Mn3+.
Il suo campione tipo è conservato presso il museo mineralogico "A.E. Fersman" dell'Accademia russa delle scienze a Mosca (Russia) con il numero di catalogo 4787/1 e presso il "National Institution Macedonian Museum of Natural History" a Skopje in Macedonia del Nord col numero di catalogo PNMG 790. Sempre in Macedonia si trova la sua località tipo nella val Babuna.

## Classificazione
La nona edizione della sistematica dei minerali di Strunz, aggiornata dall'Associazione Mineralogica Internazionale fino al 2009, non contempla la ferricoronadite, essendo questo un minerale approvato dall'IMA nel 2016.
L'edizione successiva, proseguita dal database "mindat.org" e chiamata anche Classificazione Strunz-mindat, elenca la ferricoronadite nella classe degli "ossidi (idrossidi, V[5,6] vanadati, arseniti, antimoniti, bismutiti, solfiti, seleniti, telluriti, iodati)" e nella sottoclasse dei composti con rapporto "metallo:ossigeno = 1:2 e simili"; questa è ulteriormente suddivisa in base alla dimensione dei cationi coinvolti e alla struttura del minerale, in modo che possa essere trovato nella sezione dei minerali "con cationi di grande dimensione (± cationi di media dimensione); strutture a tubo", dove forma il sistema nº 4.DK.4.

## Abito cristallino
La ferricoronadite cristallizza nel sistema tetragonale nel gruppo spaziale I4/m (gruppo nº 87) con i parametri reticolari a = 9.9043(7) Å e c = 2.8986(9) Å, oltre a una unità di formula per cella unitaria.

## Origine e giacitura
La ferricoronadite è stata trovata nelle vene idrotermali che attraversano le rocce metamorfiche in un complesso orogenico associata a franklinite, gahnite, quarzo, roméite, almeidaite, zincocromite, talco contenente zinco, muscovite contenente zinco, barite e zircone.
La ferricoronadite è un minerale raro ed è stata trovata solo in pochi siti. Oltre alla sua località tipo, "Mixed Series formation" nella valle di Babuna nella Macedonia del Nord, è stata rinvenuta a Odemira (Portogallo), a Cuevas del Almanzora (in Andalusia, Spagna) e a Pruines (in Occitania, Francia).

## Forma in cui si presenta in natura
La ferricoronadite forma aggregati di granuli anedrali con dimensioni fino a 0,6 mm. Il colore del minerale è nero, ma diventa grigio chiaro alla luce del microscopio; il colore del suo striscio e marrone nerastro.